# Paraíso (República Dominicana)
Paraíso é uma pequena cidade da República Dominicana pertencente à província de Barahona.
Sua população estimada em 2012 era de 6 888 habitantes.